# نقشه‌های بینگ
نقشه‌های بینگ (که قبلاً نقشه‌های جستجوی زنده، نقشه‌های Windows Live, Windows Live Local و MSN Virtual Earth نامیده می‌شد)(انگلیسی: Bing Maps) یک سرویس نقشه‌نگاری وب است که به‌عنوان بخشی از مجموعه موتورهای جستجوی بینگ مایکروسافت ارائه می‌شود و توسط چارچوب (نقشه‌های بینگ برای کمپانی) «Bing Maps for Enterprise» ارائه می‌شود.

## پیشینه

Windows Live Local Beta, showing aerial imagery

نقشه‌های بینگ در ابتدا به عنوان MSN Virtual Earth راه‌اندازی شد که برای آزمایش بتا در ۲۴ ژوئیهٔ ۲۰۰۵ منتشر شد. این ادامهٔ فناوری‌های قبلی مایکروسافت مانند مایکروسافت MapPoint و TerraServer بود. ویژگی برجستهٔ اصلی آن تصاویر هوایی بود. نسخهٔ اصلی بسیاری از ویژگی‌های متمایز خود از جمله نمای چشم پرندگان و نقشه‌های سه‌بعدی را نداشت، و عملکرد مجموعه‌ها به یک "Scratchpad" از نقاط مورد علاقه محدود بود.
در دسامبر ۲۰۰۵، Virtual Earth با Windows Live Local جایگزین شد، که دارای پیشرفت‌ها، فناوری‌های Pictometry International بود و با فهرست جستجوی محلی در جستجوی Windows Live ادغام شد. در ۶ نوامبر ۲۰۰۶، مایکروسافت قابلیت مشاهده نقشه‌ها را به صورت سه بعدی با استفاده از کنترل مدیریت شده دات نت و رابط‌های مدیریت شده به Direct3D اضافه کرد. مایکروسافت متعاقباً از این محصول به عنوان «نقشه‌های جستجوی زنده» نام برد و آن را به عنوان بخشی از خدمات جستجوی زنده خود ادغام کرد.
در ۳ ژوئن ۲۰۰۹، مایکروسافت رسماً نقشه‌های جستجوی زنده را به نقشه‌های بینگ و پلتفرم زمین مجازی را به نقشه‌های بینگ برای شرکت تغییر نام داد.
در سال ۲۰۱۰، مایکروسافت یک لایه OpenStreetMap به نقشه‌های بینگ اضافه کرد. از سال ۲۰۱۲، نوکیا (Navteq سابق) بسیاری از جنبه‌های نقشه‌های بینگ را به عنوان افزونه‌ای برای مشارکت ویندوز فون ۷ خود با مایکروسافت، از جمله داده‌های نقشه‌برداری، کدگذاری جغرافیایی، داده‌های ترافیک و ناوبری ارائه کرد.

## به‌روز رسانی‌ها
- نسخه ۱ (بیگل) (ژوئیه ۲۰۰۵)
- v2 (Calypso) (دسامبر ۲۰۰۵) - «فیلم هوایی منتشر شد».
- نسخه ۲٫۵ (فوریه ۲۰۰۶)
- v3 (Discovery) (مه ۲۰۰۶) - ترافیک زمان واقعی، مجموعه‌ها، API جدید.
- v4 (Endeavour) (سپتامبر ۲۰۰۶) - جستجوی افراد، استفاده از نقشه‌ها، تصویرهای جدید.
- v5 (Spaceland) (نوامبر 2006) - 3D Visualizer، ایجاد مدل در ۱۵ شهر.
- به روز رسانی داده‌ها (دسامبر ۲۰۰۶) - مدل‌های سه بعدی جدید و تصاویر با وضوح بالا از ۶ منطقه جدید.
- به روز رسانی داده‌ها (ژانویه ۲۰۰۷) - بیش از ۱۰۰ شهر اروپایی با پوشش تصویر اضافه شده.
- به روز رسانی داده‌ها (۲۹ مارس ۲۰۰۷) - ۳٫۸ ترابایت تصویر، عکس‌های ارتو و مدل‌های سه بعدی از ۵ شهر بریتانیا.
- نسخه 5.5 (Falcon) (۳ آوریل ۲۰۰۷) پلاگین VE 3D برای فایرفاکس، پشتیبانی GeoRSS، محاسبه مساحت.
- v6 (Gemini) (15 اکتبر ۲۰۰۷) - داده‌های جدید، نقشه‌های مسابقه، مسیریابی مبتنی بر ترافیک، MapControl v6، 3D Bird Eye و غیره.
- نسخه 6.1 (Goliath) (۱۰ آوریل ۲۰۰۸) - کیفیت بهتر مدل‌های سه بعدی، پشتیبانی بهبودیافته KML و قابلیت‌های صادراتی جدید، برچسب‌های خیابانی روی تصاویر چشم پرنده، ادغام MapCruncher، قابلیت فیلم‌برداری HD، سیستم گزارش ترافیک Clearflow.
- نسخه 6.2 (Helios) (۲۴ سپتامبر ۲۰۰۸) - جهت‌های رانندگی چند نقطه ای، جهت‌های شاخص، آب و هوا، ستاره‌های واقعی، داده‌های جدید.
- به‌روز رسانی داده‌ها (۲۹ دسامبر ۲۰۰۸) - ۴۸ ترابایت داده شبکه در هر جاده.
- نسخه 6.2 (Ikonos) (۱۴ آوریل ۲۰۰۹) - بهبود عملکرد.
- بینگ (۳ ژوئن ۲۰۰۹)
- Bing Maps Silverlight Beta (2 دسامبر 2009) - Silverlight, Twitter, Streetside

## امکانات

### نقشه‌های خیابان‌ها
کاربران می‌توانند نقشه‌های خیابانی با سایه‌های توپوگرافی بسیاری از شهرهای جهان را مرور و جستجو کنند. نقشه‌ها شامل نقاط خاصی از دیدنی‌های ساخته شده مانند ایستگاه‌های مترو، استادیوم‌ها، بیمارستان‌ها و سایر امکانات هستند. همچنین امکان مرور نقاط مورد علاقه ایجاد شده توسط کاربر وجود دارد. جستجوها می‌توانند مجموعه‌های عمومی، مشاغل یا انواع مشاغل، مکان‌ها یا افراد را پوشش دهند. پنج نمای نقشهٔ خیابان در دسترس است: نمای جاده، نمای هوایی، نمای چشم پرنده، نمای کناری خیابان، و نمای سه‌بعدی.

#### نمای جاده
نمای جاده نمای پیش فرض نقشه است و تصاویر برداری از جاده‌ها، ساختمان‌ها و جغرافیا را نمایش می‌دهد. داده‌هایی که نقشه راه پیش‌فرض از آنها ارائه می‌شود، دارای مجوز از Navteq هستند. در بخش‌های خاصی از جهان، نقشه‌های نمای جاده از ارائه‌دهندگان داده‌های جایگزین نیز موجود است. به عنوان مثال، هنگام مشاهده نقشه لندن، کاربر ممکن است داده‌های جاده را از نقشه خیابان Collins Bartholomew لندن ببیند. در تمام نقاط بریتانیا، داده‌های جاده‌ای از Ordnance Survey نیز می‌تواند نمایش داده شود. یک برنامه Bing Maps موجود است که داده‌های جاده را از OpenStreetMap نمایش می‌دهد.

### نمای هوایی
نمای هوایی تصویرهای ماهواره‌ای را روی نقشه می‌پوشاند و جاده‌ها و نقاط عطف اصلی را برای شناسایی آسان در میان تصاویر ماهواره‌ای برجسته می‌کند. از اواخر نوامبر ۲۰۱۰، نقشه‌برداران OpenStreetMap توانستند از تصاویر Bing Aerial به عنوان پس‌زمینه نقشه استفاده کنند.
در پایان ژانویه ۲۰۱۲، تصاویر Bing Aerial و Birds Eye View در پایگاه‌های نظامی در آلمان تار شدند. این به درخواست دولت آلمان بدیهی است که از داده‌های اوپن‌استریت‌مپ «OpenStreetMap» استفاده می‌کند.

### نمای دید پرنده
نمای دید پرنده تصویرهای هوایی گرفته شده از هواپیماهای در ارتفاع پایین را نمایش می‌دهد. برخلاف نمای هوایی از بالا به پایین که توسط ماهواره گرفته شده‌است، تصاویر دید پرنده با زاویهٔ ۴۵ درجه مورب گرفته می‌شوند و کناره‌ها و سقف ساختمان‌ها را نشان می‌دهد که درک عمق بهتری را برای جغرافیا ایجاد می‌کند. با نمایدید پرنده، بسیاری از جزئیات مانند علائم، تبلیغات و عابران پیاده به وضوح قابل مشاهده است. مایکروسافت گهگاه نمای دید پرنده را از مناطقی که قبلاً در دسترس بود حذف کرده‌است.

### استریت ساید

Bing Maps showing Streetside's view near the Palace of Westminster

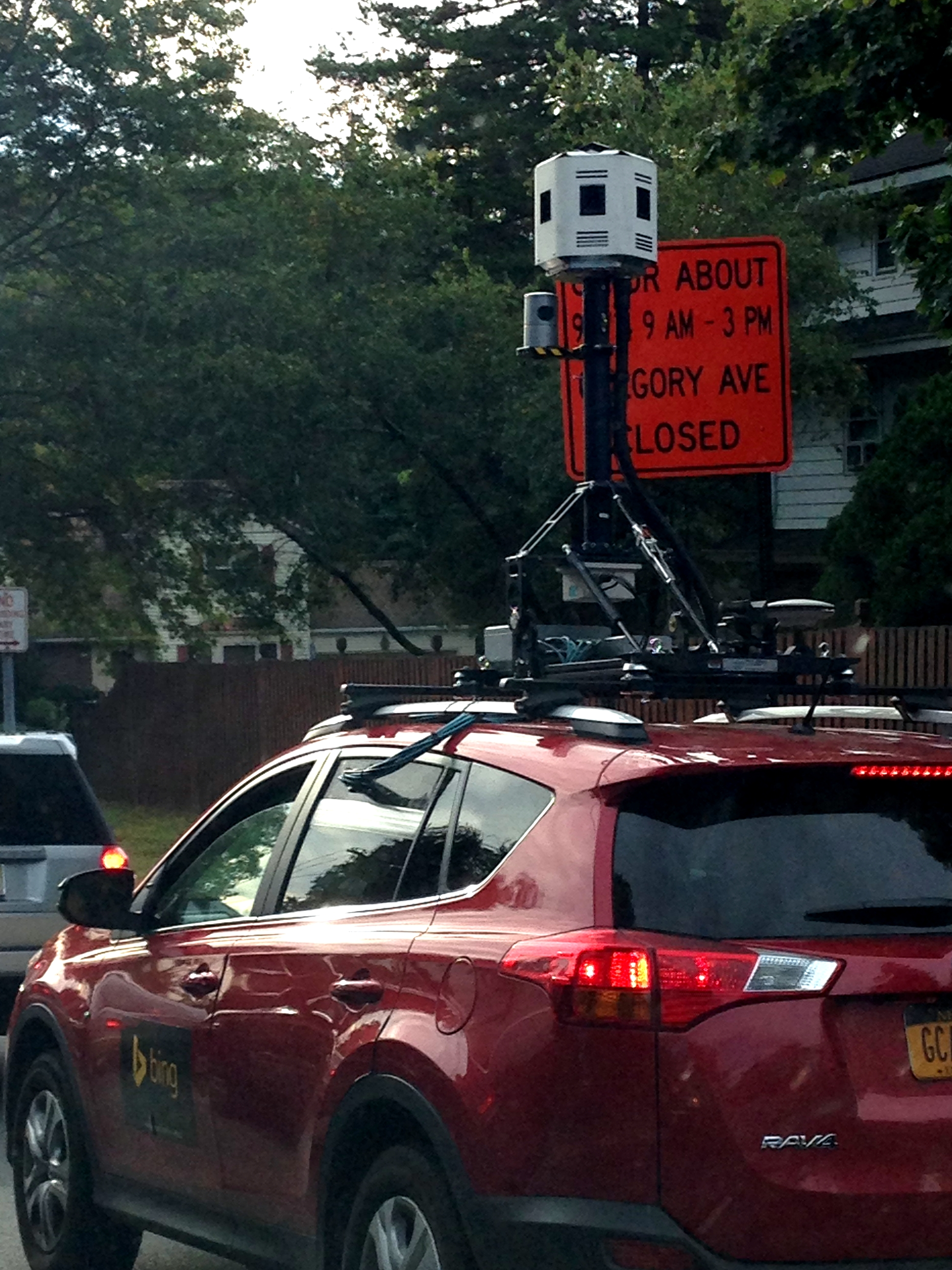
Bing Maps Streetside car with cameras on the roof

این گزینه تصویرهای ۳۶۰ درجه‌ای از صحنه‌های سطح خیابان ارائه می‌دهد که با دوربین‌های ویژه نصب شده بر روی وسایل نقلیه در حال حرکت گرفته شده‌است، در دسامبر ۲۰۰۹ راه‌اندازی شد. این شامل تصاویری از مناطق انتخاب شده مترو در ایالات متحده و همچنین مناطق منتخب در ونکوور و ویستلر، بریتیش کلمبیا مرتبط با بازی‌های المپیک زمستانی ۲۰۱۰ است (مثال: بیضی المپیک ریچموند). شهرهای منتخب در اروپا نیز در ماه مهٔ ۲۰۱۲ در دسترس قرار گرفتند.
بین اوت و سپتامبر ۲۰۱۱، مشتریان آلمانی اجازه داشتند علیه ادغام خانه یا آپارتمان خود در خیابان بینگ اعتراض کنند. به گفته برخی از مقامات، تعداد درخواست تجدیدنظر به‌طور قابل توجهی کمتر از نمای خیابان گوگل بود. تنها ۴۰۰۰۰ درخواست به مایکروسافت ارسال شد.
برای ویرایشگرهای OpenStreetMap، نمایش آهنگ‌ها و تصاویر کنار خیابان را می‌توان از طریق کادر بررسی لایه داده نقشه فعال کرد.

#### نقشه محل برگزاری
نقشه مکان راهی برای مشاهدهٔ طرح مکان ارائه می‌دهد. در حال حاضر، نقشه‌های بینگ نقشه‌ها و طرح‌بندی‌های عاقلانه بیش از ۵۳۰۰ مکان در سراسر جهان را ارائه می‌کند.
این دسته‌ها عبارتند از: فرودگاه‌ها، پارک‌های تفریحی، ساختمان‌ها، مراکز همایش، بیمارستان‌ها، مراکز خرید، موزه‌ها، پارک‌ها، زمین‌های مسابقه، پیست‌های مسابقه، استراحتگاه‌ها، مراکز خرید، مناطق خرید، استادیوم‌ها، دانشگاه‌ها و باغ وحش‌ها.»

#### نقشه‌های سه‌بعدی
ویژگی نقشه‌های سه‌بعدی به کاربران اجازه می‌دهد تا محیط (مانند ساختمان‌ها) را به صورت سه‌بعدی ببینند، همراه با قابلیت چرخش و کج کردن زاویه، علاوه بر حرکت و زوم کردن. برای تلاش برای دستیابی به فتورئالیسم نزدیک، تمام ساختمان‌های سه بعدی با استفاده از کامپوزیت‌های عکاسی هوایی بافت می‌شوند. برای مشاهده نقشه‌های سه‌بعدی، کاربران باید یک پلاگین نصب کنند، سپس گزینهٔ "3D" را در "نقشه‌های بینگ" فعال کنند. علاوه بر کاوش در نقشه‌ها با استفاده از ماوس و صفحهٔ کلید، می‌توان با استفاده از یک کنترلر Xbox 360 یا یک کنترلر بازی دیگر در ویندوز ۷، ویندوز ویستا یا ویندوز XP در محیط سه‌بعدی حرکت کرد.
بیش از ۶۰ شهر در سراسر جهان را می‌توان به صورت سه بعدی مشاهده کرد، از جمله بسیاری از شهرهای بزرگ در ایالات متحده و چند شهر در کانادا، بریتانیا، و فرانسه. برخی از شهرهای دیگر دارای چند مکان دیدنی مهم هستند که به صورت سه‌بعدی مدل‌سازی شده‌اند، مانند کولوسئوم در رم. داده‌های زمین برای کل جهان در دسترس است. همچنین می‌توان از یک برنامه مدل‌سازی سه‌بعدی به نام 3DVIA Shape for Maps برای افزودن مدل‌های خود به نقشه سه‌بعدی استفاده کرد. از سال ۲۰۱۴، تصاویر سه‌بعدی جدیدی به تعدادی از شهرهای جدید معرفی شده‌است.